# Rhabdosargus globiceps
 Rhabdosargus globiceps és un peix teleosti de la família dels espàrids i de l'ordre dels perciformes.

## Morfologia
Pot arribar als 65 cm de llargària total.

## Distribució geogràfica
Es troba a les costes de l'Atlàntic sud-oriental (des d'Angola fins a KwaZulu-Natal -Sud-àfrica-).